# Clean IT
Clean IT ist ein Projekt der Europäischen Union zur Bekämpfung illegaler Inhalte im Internet.
Es beruht auf dem Konzept der öffentlich-privaten Partnerschaft – der Mobilisierung von privatem Kapital und Wissen zur Erfüllung staatlicher Aufgaben – zwischen europäischen Sicherheitsbehörden und unterschiedlichen IT-Unternehmen.
Das erklärte Ziel von Clean IT besteht in der Entwicklung von freiwilligen Vorgaben für die IT-Industrie, die Zugriffe von Produktnutzern (etwa Nutzern eines Webbrowsers) auf terroristische Inhalte verhindern. So soll die „terroristische Nutzung des Internets eingeschränkt“ und die „illegale Nutzung des Internets bekämpft“ werden.

## Beschreibung

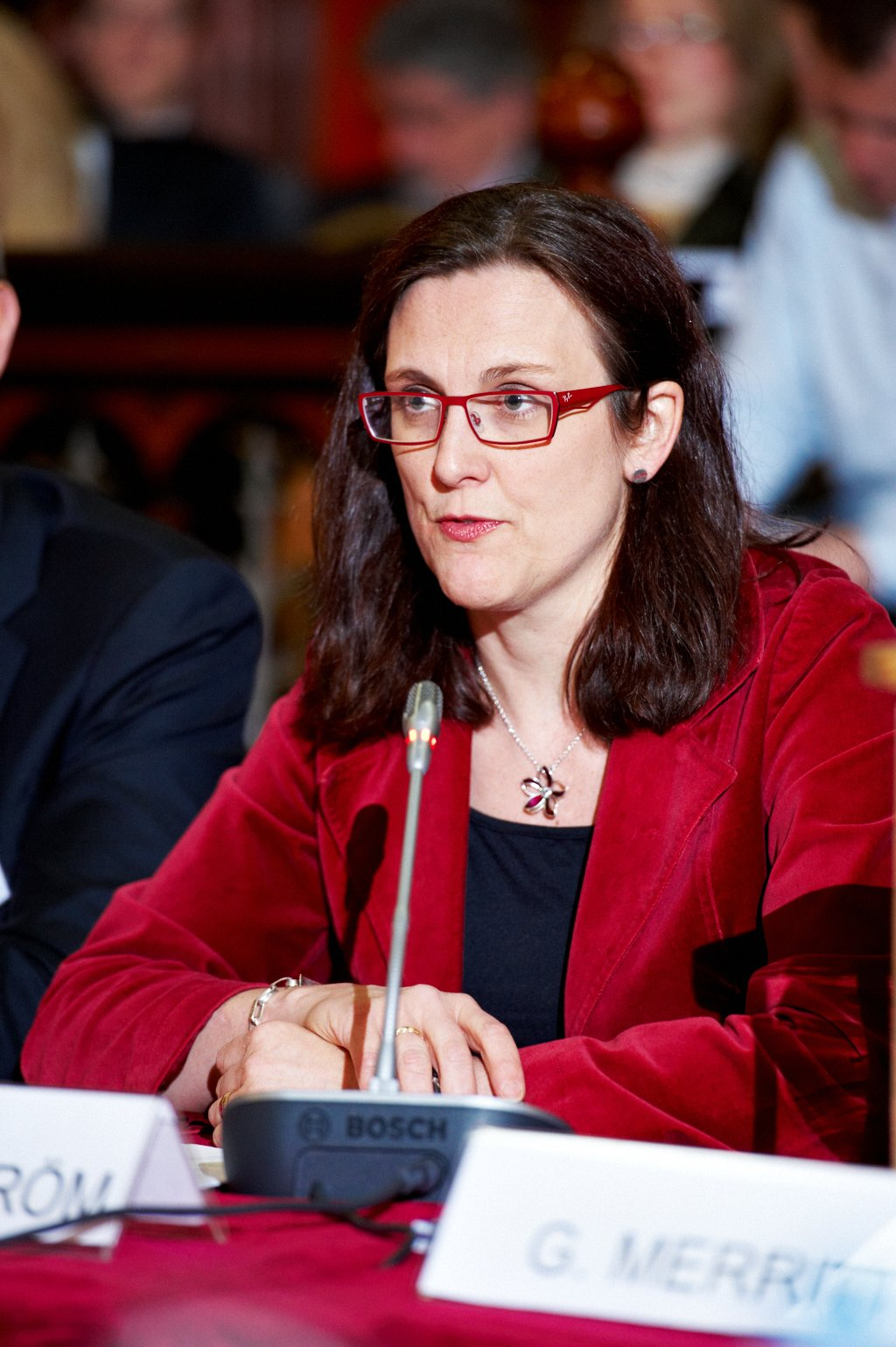
EU-Kommissarin für Innenpolitik Cecilia Malmström

Der Start des Projektes wurde im April 2011 von Ivo Opstelten, Minister für Sicherheit und Justiz der Niederlande, im Rahmen der Ministerial Cybercrime Conference (englisch für ‚Ministerkonferenz für Computerkriminalität‘) in Budapest verkündet. Es verfolgt ausdrücklich einen nicht-legislativen Ansatz. Die Anhörung nationaler und supranationaler Parlamente ist dementsprechend ausdrücklich nicht vorgesehen.
Ziel der Maßnahme ist eine flächendeckende Kontrolle der Netzinhalte zunächst auf EU-, später nach Möglichkeit auch auf globaler Ebene.
Der Werbespruch des Projektes lautet: „Clean IT - Fighting the illegal use of the Internet“ (zu deutsch: „Saubere IT - Der Kampf gegen die illegale Nutzung des Internets“).
Das Projekt wird nach eigenen Angaben mit der finanziellen Unterstützung des Programmes zur Vorbeugung und des Kampfes gegen Kriminalität (englischer Originaltitel Prevention of and Fight against Crime Programme) des Kommissars für Justiz, Freiheit und Sicherheit realisiert. Dieses Amt wurde Anfang 2010 in zwei getrennte Ressorts aufgeteilt. Zuständig für Fragen der inneren Sicherheit ist seitdem die – für in Fragen der Netzpolitik für ihre restriktiven Positionen bekannte – EU-Kommissarin für Innenpolitik, Cecilia Malmström.
Die Entwicklung des angestrebten Clean IT Standards wird mit dem sogenannten Notice-and-Takedown-Konzept abgestimmt, das durch die Generaldirektion Binnenmarkt und Dienstleistungen betreut wird und in seinem Kern den Schutz der Urheberrechte verfolgt.
Die Entwicklung der Vorgaben und die Abstimmung mit Unternehmen der IT-Industrie soll spätestens Anfang 2013 abgeschlossen sein.

## Akteure
Staatliche Partner sind neben dem federführenden niederländischen National Coordinator for Counterterrorism and Security das deutsche Bundesministerium des Innern, das britische Home Office, die belgische Coordination Unit for Threat Assessment, das spanische Centro Nacional de Coordinación Antiterrorista de España sowie Europol.
Als die treibende Kraft hinter dem Projekt gilt But Klaasen, niederländischer National Coordinator for Counterterrorism and Security, auf den auch die Internetdomain cleanitproject.eu registriert ist. Klaasen ist Mitglied der sozialliberalen Democraten 66.
Folgende nichtstaatliche Partner werden mit Stand 30. September 2012 auf der Projekthomepage angegeben, wobei dort darauf hingewiesen wird, dass diese nicht mit dem schlussendlich erreichten Endergebnis einverstanden sein müssen:
- International Network Against Cyber Hate (INACH)
- Ligue Internationale Contre le Racisme et l’Antisémitisme (LICRA)
- Association des Fournisseurs d’Acces et de Services Internet (AFA)
- Internet Society Belgium (ISOC-BE)
- Hosting company Leaseweb
- Dutch computer end user organisation (HCC)
- Piratenpartei Schweiz (vertreten durch Vizepräsident Pascal Gloor)[8]
- Prof. Dr. Manuel R. Torres Soriano (Universidad Pablo de Olavide de Sevilla)
- Ms Yuliya Morenets, representative of ’Together against Cybercrime’ (TAC)
- Asiem El Difraoui, Stiftung Wissenschaft und Politik
- Euvision
- Atos Spain
- Special Telecommunications Service, Romania
- Kosmozz
- International Association of Internet Hotlines (INHOPE)
- N-Square Consulting
- S21Sec
- Community Security Trust

But Klaasen gab in einem Interview für das australische itnews an, dass idealerweise die Entwicklerfirmen von Webbrowsern (Mozilla Firefox, Microsoft Internet Explorer, Apple Safari, Google Chrome) miteingebunden werden, offiziell hat aber noch keines dieser Unternehmen dazu Stellung genommen.

## Konzept
Die Einbindung nationaler und supranationaler Parlamente ist ausdrücklich nicht vorgesehen.
Die Verantwortlichen begründen den ausdrücklich nicht-legislativen Ansatz wie folgt:

„Das Bündnis, die Grundsätze und Praktiken sollen nicht-legislativ sein, da sie auf freiwilliger Basis mit Unterstützung der Industrie angenommen werden. Sie sollten schnell umgesetzt werden können, in jedem EU-Staat oder sogar weltweit. Dennoch ist es möglich, dass eines der Ergebnisse der Ruf nach einer besseren Regulierung durch Regierungen ist.“

Zugleich wird die Bedeutung der Freiheit und Privatsphäre im Internet betont:

„Das Ziel dieses Projekts ist es nicht, Freiheit im Internet einzuschränken, aber andererseits kümmern wir uns um Fragen der Sicherheit und wollen die Nutzung des Internets für terroristische Zwecke beschränken. Uns ist bewusst, dass Offenheit, Privatsphäre und Sicherheit des Internets drei Seiten eines Dreiecks sind, die richtig ausbalanciert sein sollten.“

Während die offizielle Kommunikation des Projektes den Kampf gegen den Terrorismus im Netz regelmäßig mit großem Nachdruck wiederholt, zeichnet ein veröffentlichtes Dokument einen deutlich erweiterten Rahmen. In ihm wird erklärt, dass das Internet auch für „Computerkriminalität, Hate Speech, Diskriminierung, illegale Software, Kinderpornographie und Terrorismus“ genutzt wird.
An anderer Stelle werden folgende Themenfelder direkt mit den geplanten Maßnahmen gegen Terrorismus in Verbindung gebracht: Tierrechte, linksextreme, rassistische, religiöse, rechtsextreme, separatistische und alle anderen terroristischen und extremistischen Organisationen und Einzelpersonen.

## Maßnahmen
Bis zum Juni 2012 wurden nach Auskunft des verantwortlichen Projektmanagers But Klaasen 13 unterschiedliche Best-Practice-Maßnahmen entwickelt.
Eine der vorgesehenen Maßnahmen würde es Internetnutzern zukünftig ermöglichen, Inhalte, die ihnen illegal erscheinen, beim Surfen mit einer 'Flag' zu kennzeichnen und so weiterzumelden. Zugangs- und Hostinganbieter sollen ihren Kunden Flagging-Systeme anbieten, um dies zu ermöglichen. Entsprechende Meldungen würden zunächst bei den Diensteanbietern aufgenommen und in Folge an Behörden weitergeleitet.
Eine weitere geplante Maßnahme ruft nationale Regierungen dazu auf, nationale Empfehlungsgruppen zu bilden, in denen die so gekennzeichneten Inhalte durch Experten auf ihre Legalität überprüft werden. Alle als illegal betrachteten Inhalte sollen in Folge im Rahmen einer ebenfalls empfohlenen Notice-and-Takedown-Maßnahme durch die Zugangs- und Hostinganbieter aus dem Netz entfernt werden.
Weiterhin ist geplant, bei bisher noch nicht genannten Behörden Datenbanken mit als illegal deklarierten Inhalten zu hinterlegen. Diese sollen mit den im Notice-and-Takedown-Verfahren implementierten Mechanismen von den Servern entfernt werden.

## Konferenzen
Die erste Besprechung der Projektpartner fand im Rahmen des Kongresses European Dialogue on Internet Governance (2011 EuroDIG) am 31. Mai 2011 in Belgrad statt.
Weitere Konferenzen wurden im späten Oktober 2011 in Amsterdam sowie in den folgenden Monaten in Madrid (Januar 2012) and Brüssel (März 2012) durchgeführt. Ein weiteres Treffen fand am 4. und 5. Juni 2012 in Berlin statt.
Nach der EuroDIG am 15. Juni in Stockholm fand ein Treffen im September 2012 in London statt, ein weiteres findet am 5. und 6. November in Wien statt, ausgerichtet vom neuen Partner von Clean IT, dem österreichischen Bundesministerium für Inneres.

## Kritik
Einzelne Fachmedien kritisieren, dass das Flagging-Vorhaben an den Versuch der deutschen, von Uwe Schünemann unterstützten, umstrittenen Initiative White IT erinnert, einen „Jetzt-Löschen“-Button zu installieren, oder an den von der EU-Kommission und Polizeieinheiten vorangetriebenen „Notrufknopf“ fürs Internet. Andere Kritiker betonen, dass mit dem Projekt ähnlich wie bei ACTA erst Fakten geschaffen werden und erst dann über Sinnhaftigkeit und Auswirkungen diskutiert wird, wenn es für eine grundsätzliche Auseinandersetzung möglicherweise zu spät sein wird. In diesem Zusammenhang wurde der Ablauf als Beispiel für Pfadabhängigkeit bezeichnet.
Am 21. September 2012 wurde von der Bürgerrechtsbewegung European Digital Rights ein internes Dokument des Clean IT-Projekts veröffentlicht, woraus Beobachter den Versuch des Projektes, eine flächendeckende Überwachung des Internetverkehrs in Europa einzuführen, ablesen.
Dem Dokument zufolge sollen Privatunternehmen (beispielsweise Provider) sich dazu verpflichten, unliebsame – auch legale – Inhalte aus der Online-Kommunikation präventiv herauszufiltern. Im Anschluss sollen die herausgefilterten Vorgänge den Strafverfolgungsbehörden gemeldet werden. Die meldewürdigen Vorgänge „sollten nicht sehr detailliert“ in den Geschäftsbedingungen der Provider definiert sein.

Netzpolitik.org listet ausgewählte Vorschläge aus dem Dokument auf:
- Schaffung von Gesetzen, dass Behörden auf Online-Patrouille gehen können, inklusive der (vermutlich anonymen) Teilnahme an Online Diskussionen
- Aufhebung von Gesetzen, die das Filtern und Überwachen der Internet-Anschlüsse mit Mitarbeitern in Firmen verbieten
- Strafverfolgungsbehörden soll es ermöglicht werden, Inhalte entfernen zu lassen „ohne arbeitsintensive und formelle Verfahren wie ‚Notice and Action‘“
- „Wissentlich“ auf „terroristische Inhalte“ zu verlinken, soll ebenso strafbar sein wie der terroristische Inhalt selbst
- Schaffung rechtlicher Grundlagen für Klarnamenszwang, um anonyme Nutzung von Online-Diensten zu verhindern
- Provider sollen haftbar gemacht werden, wenn sie keine „angemessenen“ Anstrengungen unternehmen, *Überwachungstechnologien einzusetzen, um die (undefinierte) „terroristische“ Nutzung des Internets zu identifizieren.
- Unternehmen, die Internet-Filter zur Verfügung stellen sowie deren Kunden sollen haften, wenn sie von Filtern festgestellte „illegale“ Aktivitäten nicht melden
- Kunden sollen haften, wenn sie „wissentlich“ etwas melden, das nicht illegal ist
- Regierungen sollen die Hilfsbereitschaft der Provider als Kriterium für die Vergabe öffentlicher Verträge verwenden
- Social-Media-Plattformen sollen Systeme zum Sperren und „Warnen“ einsetzen. Einerseits ist es irgendwie illegal (undefinierte) Internetdienste für „terroristische Personen“ zu erbringen, andererseits sollen bekannte illegale Inhalte zwar ausgeliefert, aber mit einer Warnung versehen werden.
- Die Anonymität von Personen, die (vermutlich) illegale Inhalte melden, soll gewahrt werden. Aber die IP-Adresse muss geloggt werden, damit man Leute verfolgen kann, die bewusst legale Inhalte gemeldet haben.
- Unternehmen sollten Upload-Filter einsetzen, damit einmal entferne Inhalte (oder ähnliche) nicht erneut hochgeladen werden können
- Inhalte sollen nicht immer entfernt werden, sondern manchmal nur vom Hosting Provider „gesperrt“ und die Domain entfernt werden

Sebastian Nerz, stellvertretender Bundesvorsitzender der deutschen Piratenpartei, bewertete das Vorhaben als eine Aufforderung an Unternehmen, das Zensurverbot des Grundgesetzes zu umgehen.
Nach der Veröffentlichung des Dokuments distanzierte sich EU-Kommissarin Malmström von den Inhalten, die EU-Kommission habe keinerlei Möglichkeit inhaltlich auf das Projekt einzuwirken. Die EU-Kommission habe auch nicht vor diese Inhalte durchzusetzen oder „in die Freiheit des Internets einzugreifen“.